# Bumastus
Bumastus – rodzaj stawonogów z wymarłej gromady trylobitów, z rzędu Corynexochida.
Żył w okresie ordowiku i syluru (flo – ludlow).